# Małopolski Klub Siatkówki Muszyna
MKS Muszynianka Muszyna – nieistniejący już polski kobiecy klub siatkarski z siedzibą w Muszynie, założony w 1982 roku. Czterokrotny mistrz Polski, zdobywca Pucharu Polski oraz Pucharu CEV. Sześciokrotny uczestnik Ligi Mistrzyń.
7 maja 2018 poinformowano, że sezon 2017/2018 był ostatnim, w którym zespół z Muszyny wystąpił w najwyższej klasie rozgrywkowej.

## Historia

### Chronologia nazw[2]
- 1982: Poprad Muszyna
- 1985: Międzyszkolny Klub Sportowy (MKS) Kurier Muszyna
- 2000: MKS Muszynianka Muszyna
- 2005: MKS Muszynianka-Fakro Muszyna
- 2009: Bank BPS Muszynianka Fakro Muszyna
- 2013: Polski Cukier Muszynianka Fakro Bank BPS
- 2014: Polski Cukier Muszynianka Muszyna
- 2018: MKS Muszynianka Muszyna

### Początki siatkówki w Muszynie
W 1982 roku ówczesny prezes Ludowego Zespołu Sportowego „Poprad” w Muszynie Adam Mazur założył sekcję piłki siatkowej. Powstał zespół, który uczestniczył w rozgrywkach A klasy. Podopieczne Mazura, do których doszły: Lucyna Hnatkiewicz, Beata Rusnak, Maria Koral, Alicja Nowak, Ewa Kożuch i Elżbieta Olczak, dzięki treningom w nowo oddanej do użytku sali gimnastycznej przy Szkole Podstawowej Nr 1, pięły się coraz wyżej w ligowej tabeli.
W 1985 roku zespół z Muszyny awansował do III ligi, ale już z nowym trenerem, którym został Bogdan Serwiński.
Z powodu trudności finansowych zarząd Popradu postanowił wycofać drużynę z rozgrywek. Dorobek muszyńskiej siatkówki uratowali Bogdan Serwiński i Grzegorz Jeżowski, którzy zgłosili do rozgrywek klasy okręgowej nowy klub – Międzyszkolny Klub Sportowy Kurier Muszyna. Młoda drużyna, w której grały 16-18 letnie dziewczęta śmiało rywalizowała w stawce seniorskich zespołów i szybko powróciła w III-ligowe szranki. Od roku 1994 do 1998 Kurier kończył rozgrywki na 4, 4, 3 i 5 miejscu. W sezonie 1998/1999 Muszyna wywalczyła upragniony awans do II ligi. Dwa lata później drużyna trafiła do Serii B, a po dwóch kolejnych latach, już jako Muszynianka, znalazła się w ekstraklasie.
Z okazji awansu siatkarek w Muszynie, przy pomocy finansowej sponsora klubu oraz miejscowych władz, udało się wybudować nową halę sportową.

### Występy w ekstraklasie
W pierwszym sezonie gry w najwyższej klasie rozgrywek – Serii A Muszynianki zajęły siódme miejsce w rundzie zasadniczej. W fazie play-off o miejsca 5–8 uległy w dwumeczu ZEC ESV Gwardii Wrocław, zaś w rywalizacji o siódme miejsce wygrały z AZS AWF Poznań. W debiutanckim sezonie spełniły założenia klubu, który zakładał utrzymanie się w lidze.
 Sezon 2004/2005 : W kolejnym sezonie klub miał być wzmocniony i walczyć o znacznie wyższą pozycję w tabeli. W składzie zostało sześć siatkarek, grających w poprzednim sezonie w barwach klubu z Muszyny. Mineralne w tabeli po rundzie zasadniczej zajmowały ósmą pozycję w tabeli. Z takim samym dorobkiem punktowym, co podopieczne Bogdana Serwińskiego rundę zakończyły również KPSK Stal Mielec oraz AZS AWF Poznań. Jednak dzięki lepszemu stosunkowi setów oba kluby wyprzedziły Muszyniankę. To sprawiło, że już w pierwszym meczu musiały mierzyć się z faworytkami – Winiarami Kalisz. Mimo iż Mineralne robiły co mogły, to i tak nie dały rady zwyciężyć z Kaliszankami. Pozostała więc walka o miejsca 5–8. Rywalizację jednak przegrały najpierw z Gwardią Wrocław, a następnie ze Stalą Mielec. Ostatecznie kończąc sezon na ósmym miejscu.
| Skład w sezonie 2004/2005 | Skład w sezonie 2004/2005 | Skład w sezonie 2004/2005 | Skład w sezonie 2004/2005 | Skład w sezonie 2004/2005 |
| Numer                     | Imię i nazwisko           | Data urodzenia            | Wzrost                    | Pozycja                   |
| ------------------------- | ------------------------- | ------------------------- | ------------------------- | ------------------------- |
| 1                         | Monika Gorszyniecka       | 22 sierpnia 1975          | 174                       | rozgrywająca              |
| 2                         | Dorota Pykosz             | 22 października 1978      | 182                       | środkowa                  |
| 3                         | Marlena Mieszała          | 2 maja 1977               | 188                       | środkowa                  |
| 4                         | Maja Soja                 | 9 września 1977           | 180                       | przyjmująca               |
| 5                         | Anna Szydełko             | 10 sierpnia 1978          | 189                       | środkowa                  |
| 6                         | Dominika Sieradzan        | 28 kwietnia 1980          | 181                       | przyjmująca               |
| 7                         | Anna Chrupek              | 1978                      | 178                       | środkowa                  |
| 8                         | Ewa Chrostek              | 28 października 1977      | 172                       | rozgrywająca              |
| 9                         | Emilia Reimus             | 16 marca 1980             | 181                       | atakująca                 |
| 10                        | Joanna Mirek              | 17 lutego 1977            | 186                       | przyjmująca               |
| 11                        | Lucia Bognarova           | 22 grudnia 1983           | 181                       | przyjmująca               |
| 12                        | Paulina Chojnacka         | 27 lutego 1981            | 183                       | atakująca                 |
| 13                        | Gabriela Tomašeková       | 20 września 1983          | 185                       | środkowa                  |
| 14                        | Magdalena Klóska          | 10 sierpnia 1985          | 171                       | libero                    |

Sezon 2005/2006 – Po raz pierwszy siatkarki z Muszyny awansowały do finału rozgrywek ligowych. Podopieczne Bogdana Serwińskiego były „czarnym koniem” rozgrywek play-off. Po zajęciu piątego miejsca w rundzie zasadniczej muszyński zespół pokonał w ćwierćfinale BKS Stal Bielsko–Biała. W półfinale ekipa znad Popradu zmierzyła się z pretendentem do tytułu, Grześkami Goplana Kalisz, które rundę zasadniczą zakończyły jako lider rozgrywek. Pięciomeczowa rywalizacja zakończyła się niespodziewanie zwycięstwem Muszynianek. W finale team z Muszyny zmierzył się z Naftą Gaz Piła. Mimo wyeliminowania kaliskiego zespołu siatkarki z Muszyny nie były stawiane w roli faworyta. To jednak one, po czterech meczach, mogły cieszyć się z pierwszego w historii klubu mistrzostwa Polski.
| Skład w sezonie 2005/2006 | Skład w sezonie 2005/2006 | Skład w sezonie 2005/2006 | Skład w sezonie 2005/2006 | Skład w sezonie 2005/2006 |
| Numer                     | Imię i nazwisko           | Data urodzenia            | Wzrost                    | Pozycja                   |
| ------------------------- | ------------------------- | ------------------------- | ------------------------- | ------------------------- |
| 2                         | Dorota Pykosz             | 22 października 1978      | 182                       | środkowa                  |
| 3                         | Marlena Mieszała          | 2 maja 1977               | 188                       | środkowa                  |
| 4                         | Maja Soja                 | 9 września 1977           | 180                       | przyjmująca               |
| 5                         | Anna Szydełko             | 10 sierpnia 1978          | 189                       | środkowa                  |
| 6                         | Dominika Sieradzan        | 28 kwietnia 1980          | 181                       | przyjmująca               |
| 7                         | Ewa Cabajewska            | 8 listopada 1978          | 176                       | rozgrywająca              |
| 8                         | Magdalena Banecka         | 11 lutego 1980            | 173                       | libero                    |
| 9                         | Milena Rosner             | 4 stycznia 1980           | 180                       | przyjmująca               |
| 10                        | Joanna Mirek              | 17 lutego 1977            | 186                       | przyjmująca               |
| 12                        | Natalia Bamber            | 24 lutego 1982            | 186                       | atakująca                 |
| 13                        | Monika Smák               | 29 sierpnia 1973          | 173                       | rozgrywająca              |
| 14                        | Magdalena Klóska          | 10 sierpnia 1985          | 171                       | libero                    |

Sezon 2006/2007 – Kolejny sezon to wielkie nadzieje i oczekiwania. W zespole pojawiły się nowe zawodniczki. Sięgnięto po kilka siatkarek z zagranicy: Annę Rybaczewską, Tinę Lipicer-Samec, Ingrid Siscovich i Ewelinę Cwetanową, która do Muszyny dołączyła w trakcie sezonu. Plaga kontuzji uniemożliwiła jednak siatkarkom Bogdana Serwińskiego skuteczną walkę w Lidze Mistrzyń, w której Muszynianki zdołały wygrać tylko jeden mecz (u siebie z VakifBankiem Stambuł). Mistrzyniom Polski nie wiodło się również w ówczesnej Lidze Siatkówki Kobiet. Muszynianka zajęła 5. miejsce, stawiając pod znakiem zapytania dalszą przyszłość klubu.
| Skład w sezonie 2006/2007 | Skład w sezonie 2006/2007 | Skład w sezonie 2006/2007 | Skład w sezonie 2006/2007 | Skład w sezonie 2006/2007 |
| Numer                     | Imię i nazwisko           | Data urodzenia            | Wzrost                    | Pozycja                   |
| ------------------------- | ------------------------- | ------------------------- | ------------------------- | ------------------------- |
| 1                         | Izabela Bełcik            | 29 listopada 1980         | 185                       | rozgrywająca              |
| 2                         | Dorota Pykosz             | 22 października 1978      | 182                       | środkowa                  |
| 3                         | Marlena Mieszała          | 2 maja 1977               | 188                       | środkowa                  |
| 4                         | Maja Soja                 | 9 września 1977           | 180                       | przyjmująca               |
| 5                         | Anna Szydełko             | 10 sierpnia 1978          | 189                       | środkowa                  |
| 6                         | Dominika Sieradzan        | 28 kwietnia 1980          | 181                       | przyjmująca               |
| 7                         | Ewa Cabajewska            | 8 listopada 1978          | 176                       | rozgrywająca              |
| 8                         | Magdalena Banecka         | 11 lutego 1980            | 173                       | libero                    |
| 9                         | Anna Rybaczewski          | 23 marca 1982             | 186                       | przyjmująca               |
| 10                        | Ingrid Siscovich          | 6 czerwca 1980            | 84                        | przyjmująca               |
| 11                        | Tina Lipicer-Samec        | 9 października 1979       | 184                       | przyjmująca               |
| 12                        | Natalia Bamber            | 24 lutego 1982            | 186                       | atakująca                 |
| 15                        | Ewelina Cwetanowa         | 22 kwietnia 1974          | 180                       | rozgrywająca              |

Sezon 2007/2008 – W Muszynie postanowiono w tym sezonie postawić wszystko na jedną kartę. Do zespołu dołączyły takie zawodniczki jak: Joanna Mirek, Mariola Zenik, Agata Karczmarzewska-Pura i Aleksandra Przybysz. Już wtedy uważano Muszyniankę za najpoważniejszego kandydata do zdobycia mistrzowskiego tytułu. Sezon 2007/2008 rozpoczął się jednak od dwóch niepowodzeń – pierwszego w siatkarskim Challenge Cup, w którym ekipa Bogdana Serwińskiego uległa włoskiej Minetti Infoplus Imoli i drugiego w Pucharze Polski, przegranego z Farmutilem Piła. Po zajęciu trzeciego miejsca w rundzie zasadniczej i wyeliminowaniu w ćwierćfinale Stali Mielec, Muszynianki stoczyły wygrany bój z Winiarami Bakalland Kalisz. W finale Muszynianki ponownie trafiły na drużynę z Piły. Do wyłonienia zwycięzcy potrzebne było aż pięciu meczów. Mistrzowski tytuł, podobnie jak w sezonie 2005/2006, powędrował do Muszyny.
| Skład w sezonie 2007/2008 | Skład w sezonie 2007/2008 | Skład w sezonie 2007/2008 | Skład w sezonie 2007/2008 | Skład w sezonie 2007/2008 |
| Numer                     | Imię i nazwisko           | Data urodzenia            | Wzrost                    | Pozycja                   |
| ------------------------- | ------------------------- | ------------------------- | ------------------------- | ------------------------- |
| 1                         | Izabela Bełcik            | 29 listopada 1980         | 185                       | rozgrywająca              |
| 2                         | Mariola Zenik             | 3 lipca 1982              | 175                       | libero                    |
| 3                         | Marlena Mieszała          | 2 maja 1977               | 188                       | środkowa                  |
| 4                         | Dorota Pykosz             | 22 października 1978      | 182                       | środkowa                  |
| 5                         | Kamila Frątczak           | 25 listopada 1979         | 191                       | atakująca                 |
| 7                         | Agata Karczmarzewska-Pura | 24 kwietnia 1978          | 188                       | przyjmująca               |
| 9                         | Agnieszka Śrutowska       | 30 sierpnia 1978          | 178                       | rozgrywająca              |
| 10                        | Joanna Mirek              | 17 lutego 1977            | 186                       | przyjmująca               |
| 11                        | Sylwia Pycia              | 20 kwietnia 1981          | 189                       | środkowa                  |
| 12                        | Gabriela Wojtowicz        | 27 listopada 1988         | 202                       | atakująca                 |
| 16                        | Aleksandra Przybysz       | 2 czerwca 1980            | 180                       | przyjmująca               |

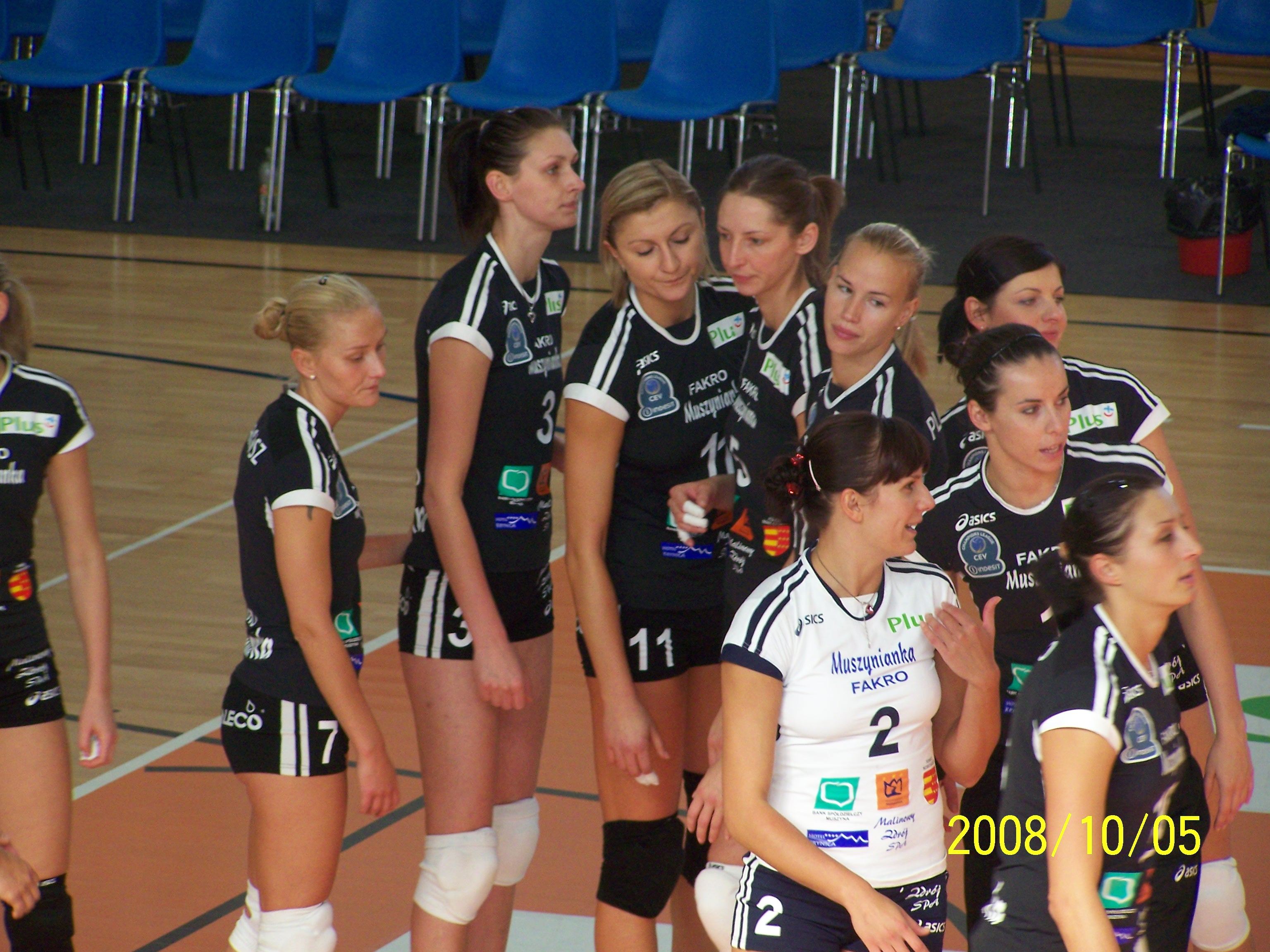
Zawodniczki MKS-u Muszynianki-Fakro Muszyna w sezonie 2008/2009

Sezon 2008/2009 – Kolejny sezon oznaczał następne zmiany w zespole Muszynianki. Drugie podejście do elitarnej Ligi Mistrzyń wymagało zmian w składzie Mistrzyń Polski. Do zespołu dołączyły: Milena Rosner, Ivana Plchotová, Joanna Kaczor i Monika Targosz. Początek rozgrywek europejskich nie był udany. Fakro Muszynianka (taką nazwę zespół przyjął w rozgrywkach europejskich) przegrał u siebie z Metalem Galați 0:3. Niecały tydzień później siatkarki z Muszyny zadziwiły siatkarską Europę, pokonując we Włoszech jedną z najsilniejszych drużyn na świecie, Volley Bergamo. Kolejne zwycięstwo nad VakifBankiem Stambuł w Muszynie mocno zbliżyło zespół trenera Serwińskiego do historycznego awansu do fazy pucharowej. Dwie kolejne porażki (w Stambule i z Volleyem w Muszynie) postawiły te plany pod sporym znakiem zapytania. Zwycięstwo w Bukareszcie nad Metalem pozwolił jednak Mistrzyniom Polski cieszyć się z awansu. W kolejnej rundzie czekał już najlepszy francuski zespół ostatnich lat – RC Cannes. Dwa zwycięstwa po 3:1 pozwoliły Muszyniankom cieszyć się z awansu do II rundy play off. Rywalem w drodze do turnieju finałowego był turecki zespół Eczacıbaşı Zentiva Stambuł. Porażka 1:3 w Muszynie i 0:3 w Turcji wyeliminowała Fakro Muszyniankę z dalszych gier. Wynik uznano jednak za ogromny sukces – zespół znalazł się wśród 6 najlepszych drużyn Europy. W lidze dominował tymczasem BKS Aluprof Bielsko-Biała, który pokonał Muszyniankę w finale Pucharu Polski i dwukrotnie w sezonie zasadniczym. Wszystko zmieniło się jednak w fazie play off. Siatkarki z Muszyny najpierw ograły Gedanię Żukowo i Farmutil Piła, a w finale po trzech meczach pokonały zespół z Bielska-Białej, zdobywając trzecie w historii Mistrzostwo Polski.
| Skład w sezonie 2008/2009 | Skład w sezonie 2008/2009 | Skład w sezonie 2008/2009 | Skład w sezonie 2008/2009 | Skład w sezonie 2008/2009 |
| Numer                     | Imię i nazwisko           | Data urodzenia            | Wzrost                    | Pozycja                   |
| ------------------------- | ------------------------- | ------------------------- | ------------------------- | ------------------------- |
| 1                         | Izabela Bełcik            | 29 listopada 1980         | 185                       | rozgrywająca              |
| 2                         | Mariola Zenik             | 3 lipca 1982              | 175                       | libero                    |
| 3                         | Joanna Kaczor             | 16 września 1984          | 191                       | atakująca                 |
| 4                         | Dorota Pykosz             | 22 października 1978      | 182                       | środkowa                  |
| 5                         | Kamila Frątczak           | 25 listopada 1979         | 191                       | atakująca                 |
| 7                         | Monika Targosz            | 26 stycznia 1982          | 175                       | libero                    |
| 9                         | Agnieszka Śrutowska       | 30 sierpnia 1978          | 178                       | rozgrywająca              |
| 10                        | Joanna Mirek              | 17 lutego 1977            | 186                       | przyjmująca               |
| 11                        | Sylwia Pycia              | 20 kwietnia 1981          | 189                       | środkowa                  |
| 13                        | Milena Rosner             | 4 stycznia 1980           | 180                       | przyjmująca               |
| 16                        | Aleksandra Przybysz       | 2 czerwca 1980            | 180                       | przyjmująca               |
| 17                        | Ivana Plchotová           | 28 października 1982      | 192                       | środkowa                  |

Sezon 2009/2010 – Nowy sezon klub rozpoczął z nową nazwą. Do dwóch poprzednich członów dołączył trzeci – Bank BPS. Nowy sponsor oznaczał nowe nadzieje. Do zespołu dołączyły nowe zawodniczki: Anna Witczak, Elżbieta Skowrońska Marta Solipiwko, Izabela Żebrowska i Agnieszka Bednarek-Kasza. Rozgrywki rozpoczęły się od pierwszego w historii triumfu w meczu o Superpuchar Polski. Po trzysetowej walce Bank BPS Muszynianka Fakro pokonał BKS Aluprof Bielsko-Biała.
Przed rozpoczęciem sezonu Mineralne wzięły udział w Memioriale Agaty Mróz-Olszewskiej. Po pokonaniu chorwackiej drużyny ŽOK Rijeka znalazły się w finale, gdzie uległy Aluprofowi Bielsko-Biała i uplasowały się na drugiej pozycji.
W europejskich pucharach muszynianki grały natomiast w kratkę. Początek to zaskakująca porażka z Metalem Galați, po której przyszły zwycięstwa nad Zarieczem Odincowo i Asystelem Novara. W rundzie rewanżowej nie było już tak dobrze, ale wygrana z Metalem Galați zapewniła awans do kolejnej rundy, w której ekipa Bogdana Serwińskiego musiała uznać wyższość Volleyu Bergamo.
W przerwie świąteczno-noworocznej Muszynianki brały udział w turnieju Top Volley International. W pierwszym dniu poniosły dwie porażki, z RC Cannes oraz VBC Voléro Zürich co pozbawiło ich szans na awans do półfinału. W meczu o 5. miejsce pokonały Metal Galați i na tej pozycji zakończyły turniej.
Pierwsze problemy na krajowym podwórku zwiastował finałowy turniej o Puchar Polski. Muszynianki bez większych problemów awansowały do finału, gdzie niespodziewanie uległy niżej notowanej Organice Budowlanym Łódź. W ligowej fazie play off miało być lepiej. Ogromny pech przytrafił się jednak już w pierwszej rundzie. Kontuzji w 3. spotkaniu przeciw Centrostalowi nabawiła się podstawowa atakująca Izabela Żebrowska. Pierwsze rokowania były optymistyczne jednak zawodniczka do końca sezonu już nie wyszła na parkiet. Ogromne kłopoty przytrafiły się w półfinale Plus Ligi Kobiet. Porażka na własnym parkiecie z zespołem Dąbrowy Górniczej postawiła Bank BPS Muszyniankę Fakro w bardzo niekorzystnej sytuacji. Kolejna porażka na wyjeździe oznaczała, że czwarty mecz w Dąbrowie Górniczej to spotkanie o być albo nie być. Muszynianki potrafiły jednak odwrócić losy rywalizacji i po pięciu spotkaniach awansowały do finału, w którym czekał już BKS Aluprof Bielsko-Biała. Rywalizacja w Bielsku rozpoczęła się znakomicie dla Mistrzyń Polski, które rozgromiły gospodynie 3:0. W następnym meczu nie było już tak dobrze, jednak do obrony tytułu wystarczały dwa zwycięstwa przed własną publicznością. Pierwsze przyszło dosyć łatwo, jednak w kolejnym spotkaniu to Aluprof cieszył się z wygranej i wyrównał stan rywalizacji. O tytule zadecydował 5. mecz w Bielsku-Białej, gdzie lepsze okazały się bielszczanki. Po dwóch latach Muszyna oddała tytuł mistrzowski.
| Skład w sezonie 2009/2010 | Skład w sezonie 2009/2010 | Skład w sezonie 2009/2010 | Skład w sezonie 2009/2010 | Skład w sezonie 2009/2010 |
| Numer                     | Imię i nazwisko           | Data urodzenia            | Wzrost                    | Pozycja                   |
| ------------------------- | ------------------------- | ------------------------- | ------------------------- | ------------------------- |
| 1                         | Izabela Bełcik            | 29 listopada 1980         | 185                       | rozgrywająca              |
| 2                         | Mariola Zenik             | 3 lipca 1982              | 175                       | libero                    |
| 3                         | Anna Witczak              | 2 marca 1982              | 182                       | przyjmująca               |
| 4                         | Dorota Pykosz             | 22 października 1978      | 182                       | środkowa                  |
| 5                         | Elżbieta Skowrońska       | 6 lipca 1983              | 183                       | przyjmująca               |
| 6                         | Agnieszka Bednarek-Kasza  | 20 lutego 1986            | 185                       | środkowa                  |
| 7                         | Marta Solipiwko           | 16 października 1981      | 191                       | atakująca                 |
| 9                         | Agnieszka Śrutowska       | 30 sierpnia 1978          | 178                       | rozgrywająca              |
| 10                        | Joanna Mirek              | 17 lutego 1977            | 186                       | przyjmująca               |
| 11                        | Sylwia Pycia              | 20 kwietnia 1981          | 189                       | środkowa                  |
| 12                        | Izabela Żebrowska         | 23 lutego 1985            | 189                       | atakująca                 |
| 16                        | Aleksandra Przybysz       | 2 czerwca 1980            | 180                       | przyjmująca               |

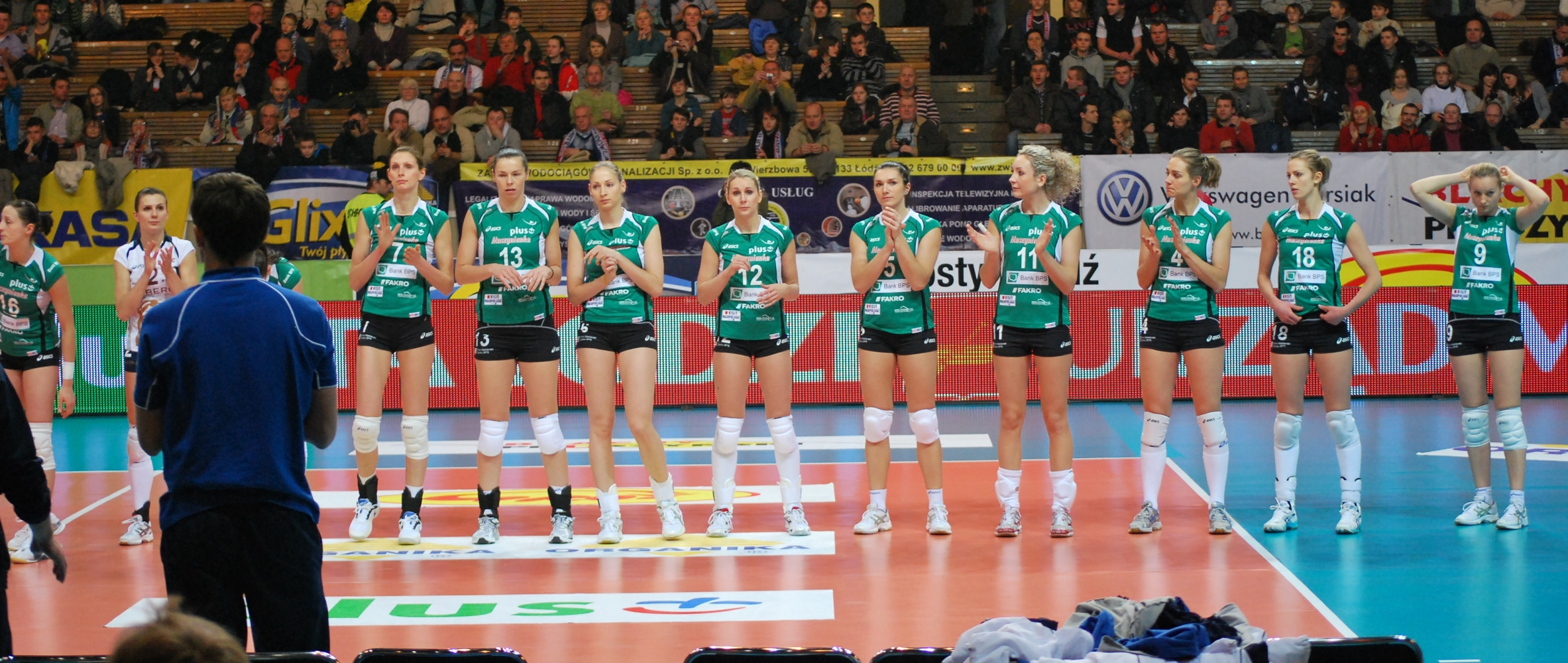
Zawodniczki Banku BPS Muszynianka Fakro Muszyna w sezonie 2010/2011

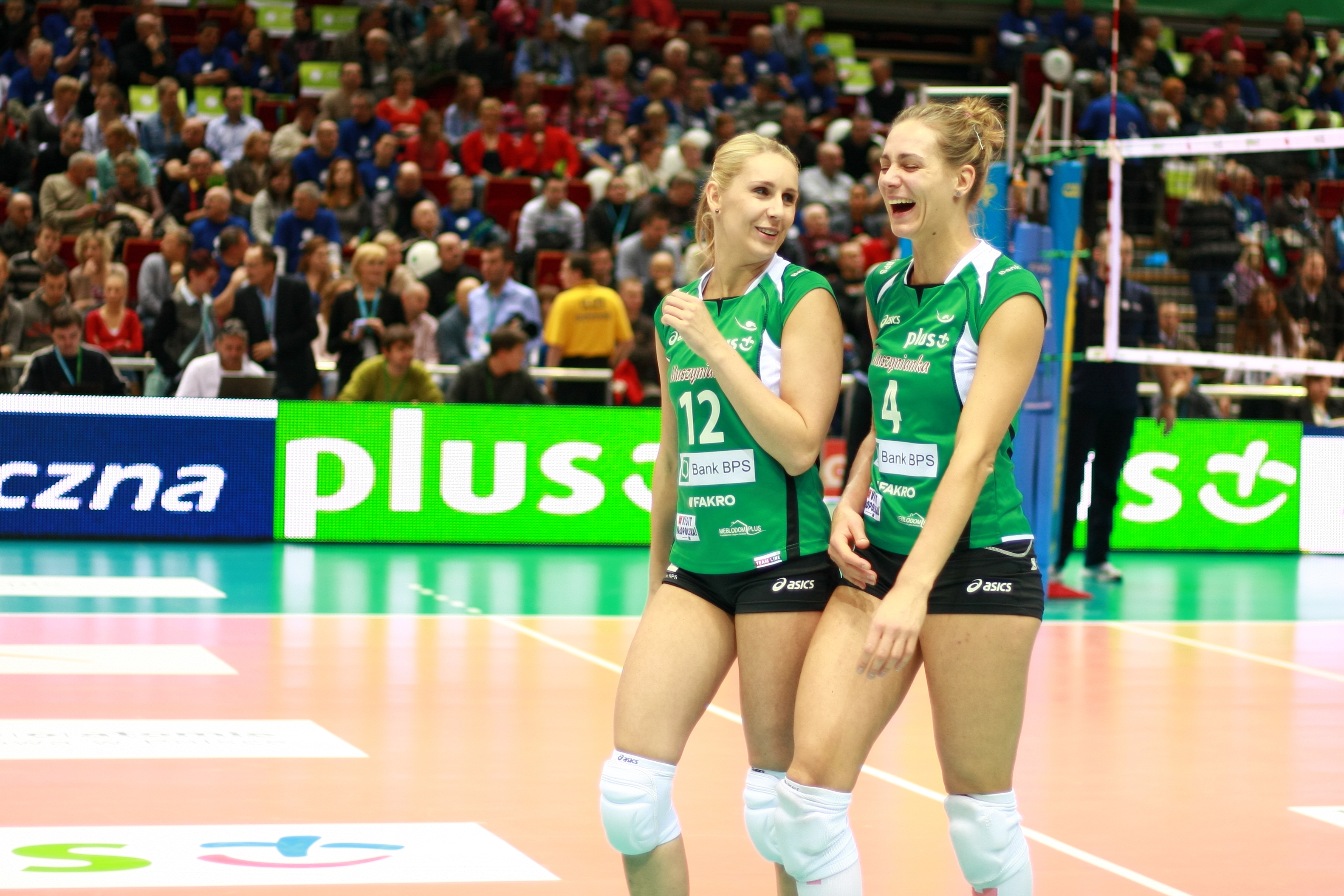
Zawodniczki Banku BPS Muszynianka Fakro Muszyna w sezonie 2010/2011 od lewej: Milena Sadurek nr 12, Caroline Wensink nr 4

Sezon 2010/2011 – Porażki w lidze i Pucharze Polski pociągnęły za sobą ogromne zmiany w klubie. Z drużyną pożegnało się aż osiem zawodniczek, a do Muszyny ściągnięto gwiazdy z Polski i Holandii. O sile ekipy Bogdana Serwińskiego w kolejnym sezonie decydowały: Milena Sadurek, Katarzyna Gajgał, Klaudia Kaczorowska, Caroline Wensink i Debby Stam-Pilon. Do drużyny powróciła Joanna Kaczor, a z poprzedniego sezonu pozostały: Aleksandra Jagieło, Mariola Zenik, Agnieszka Bednarek-Kasza i Agnieszka Śrutowska. Zmiany nastąpiły również we władzach klubu. Stanowisko prezesa objął Aleksander Trojanowicz, a w składzie zarządu pozostali Bogdan Serwiński i Grzegorz Jeżowski. Zmiany błyskawicznie przyniosły za sobą dobre wyniki. Pierwszym sukcesem okazało się zdobycie Superpucharu Polski.
W lidze Mineralne przegrały w całym sezonie w rundzie zasadniczej tylko dwa spotkania. Do fazy play-off przystąpiły z pierwszego miejsca. W I rundzie play-off szybko rozprawiły się z Organiką Budowlanymi Łódź. W kolejnej rundzie nie było już tak łatwo. W rywalizacji z BKS Aluprof Bielsko-Biała przegrywały już w stosunku 2:1, jednak zdołały wyrównać stan rywalizacji. W decydującym starciu Muszynianki okazały się lepsze o dzięki temu awansowały do finału, w którym spotkały się z Atomem Treflem Sopot. Rywalizację z zespołem z Sopotu rozstrzygnęły na swoją korzyść i dzięki temu mogły się cieszyć z kolejnego wywalczonego tytułu Mistrzyń Polski.
Kolejnym sukcesem było zdobycie Pucharu Polski. W ćwierćfinale i półfinale z kwitkiem odprawiły kolejno PTPS Piła oraz GCB Centrostal Bydgoszcz. W finale zaś spotkały się z bardzo wymagającym rywalem – BKS Aluprofem Bielsko-Biała. Po niezwykle emocjonującym meczu, ostatecznie po tie-breaku Muszynianki pokonały swoje rywalki i po raz pierwszy w historii klubu sięgnęły po Puchar Polski. Do siatkarek z Muszyny powędrowały także nagrody indywidualne m.in. tytuł MVP rozgrywek przyznano Agnieszce Bednarek-Kaszy.
W rozgrywkach elitarnej Ligi Mistrzyń siatkarki z Muszyny w grupie doznały trzech porażek. Na swoim koncie zanotowały również taką samą liczbę zwycięstw. To pozwoliło im na awans do I rundy play-off. W tej rundzie Mineralne napotkały na swojej drodze włoski klub MC-Carnaghi Villa Cortese. Po wygranej na własnym parkiecie po tie-breaku Muszynianki po pięciosetowym boju musiały uznać wyższość włoskiego zespołu. O awansie do kolejnej rundy zadecydował złoty set, w którym to lepsze okazały się podopieczne Bogdana Serwińskiego. W kolejnej rundzie poniosły dwie porażki z późniejszym wicemistrzem rozgrywek – Rabitą Baku i ostatecznie zakończyły swoją przygodę z Ligą Mistrzyń w tym sezonie. Jednak po raz kolejny znalazły się w najlepszej 6 drużyn europejskich, co przyjęte zostało jako sukces.
| Skład w sezonie 2010/2011 | Skład w sezonie 2010/2011 | Skład w sezonie 2010/2011 | Skład w sezonie 2010/2011 | Skład w sezonie 2010/2011 |
| Numer                     | Imię i nazwisko           | Data urodzenia            | Wzrost                    | Pozycja                   |
| ------------------------- | ------------------------- | ------------------------- | ------------------------- | ------------------------- |
| 2                         | Mariola Zenik             | 3 lipca 1982              | 175                       | libero                    |
| 4                         | Caroline Wensink          | 4 sierpnia 1984           | 187                       | środkowa                  |
| 5                         | Magdalena Piątek          | 10 września 1984          | 182                       | atakująca                 |
| 6                         | Agnieszka Bednarek-Kasza  | 20 lutego 1986            | 185                       | środkowa                  |
| 7                         | Joanna Kaczor             | 16 września 1984          | 191                       | atakująca                 |
| 8                         | Klaudia Kaczorowska       | 20 grudnia 1988           | 184                       | przyjmująca               |
| 9                         | Agnieszka Śrutowska       | 30 sierpnia 1978          | 178                       | rozgrywająca              |
| 11                        | Kinga Kasprzak            | 12 czerwca 1987           | 188                       | przyjmująca               |
| 12                        | Milena Sadurek            | 18 października 1984      | 178                       | rozgrywająca              |
| 13                        | Katarzyna Gajgał          | 21 września 1981          | 191                       | środkowa                  |
| 16                        | Aleksandra Jagieło        | 2 czerwca 1980            | 180                       | przyjmująca               |
| 18                        | Debby Stam-Pilon          | 24 lipca 1984             | 186                       | przyjmująca               |

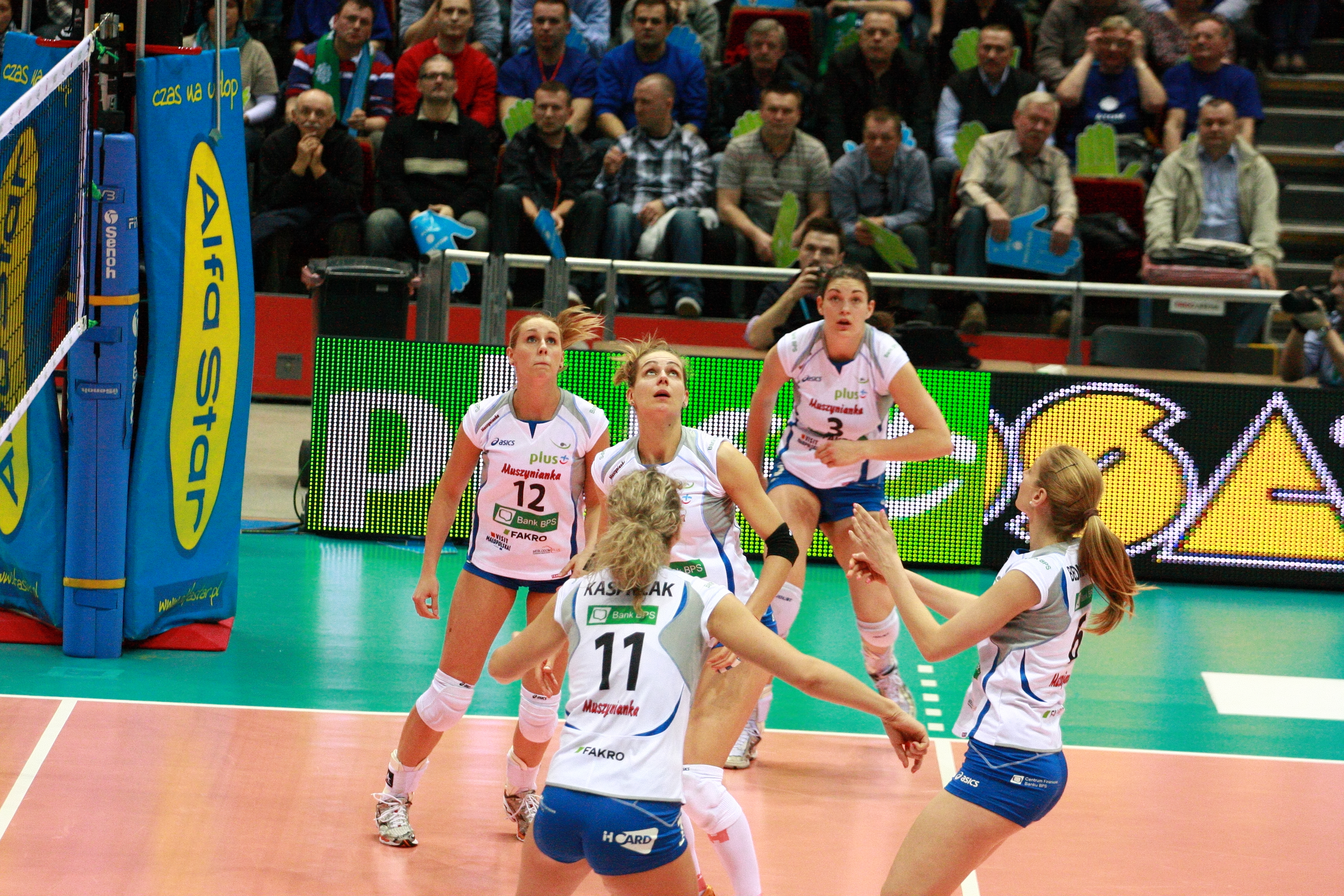
Zawodniczki Banku BPS Muszynianka Fakro Muszyna w sezonie 2011/2012

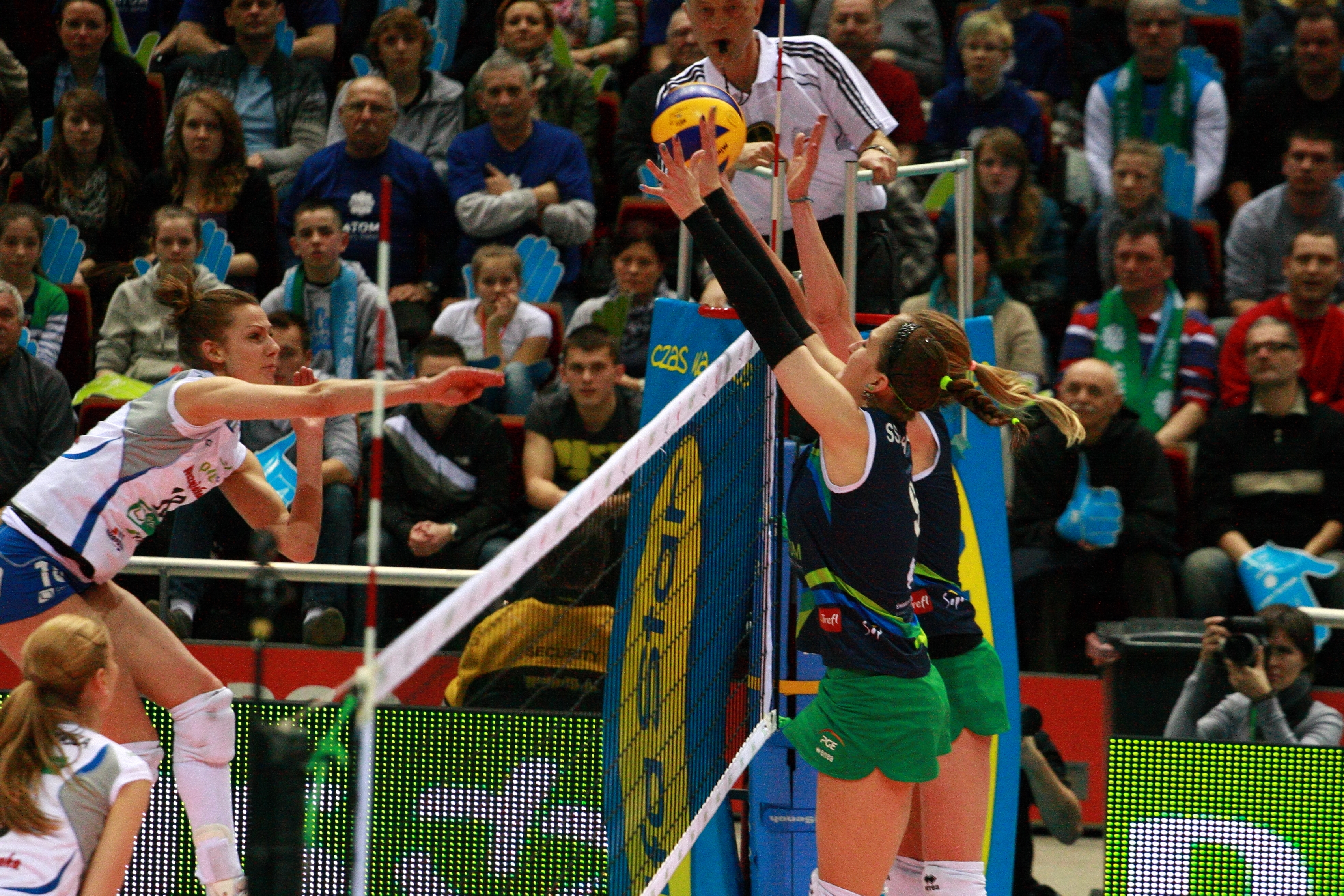
Debby Stam-Pilon podczas ataku z lewego skrzydła w meczu z Atomem Trefl Sopot w sezonie 2011/2012

Sezon 2011/2012 – Po niewątpliwie dobrym sezonie w wykonaniu klubu, oczekiwania stały się wyższe. Przed sezonem zakładano obronę tytułów zdobytych w poprzednim oraz włączenie się do walki o awans do Final Four elitarnej Ligi Mistrzyń. Zespół został oparty w dużej mierze na mistrzowskim składzie sprzed roku. Klub opuściły jedynie Aleksandra Jagieło, która udała się na urlop macierzyński oraz Klaudia Kaczorowska. W ich miejsce do klubu przybyły Anna Werblińska, Vesna Đurisić, Rachel Rourke oraz Paulina Gajewska. Pierwszym sprawdzianem był SuperPuchar Polski, który okazał się pierwszym sukcesem w tym sezonie.
W rozgrywkach ligowych Mineralne w rundzie zasadniczej doznały trzech porażek. Do play-offów, podobnie jak w poprzednim sezonie wystartowały z pierwszej pozycji. W pierwszej rundzie dwukrotnie, lecz nie bez problemów pokonały Impel Gwardię Wrocław. W drugiej rundzie obyło się bez problemów. W trzech spotkaniach rozprawiły się z BKS Aluprof Bielsko-Biała i stanęły przed szansą zdobycia kolejnego mistrzostwa. Jednak tak się nie stało. Mający problemy natury finansowej Atom Trefl Sopot w pierwszym spotkaniu uległ Muszyniankom, by w kolejnych trzech z rzędu meczach pokonać faworyzowane siatkarki z Muszyny. Na pocieszenie pozostał drugi srebrny medal w historii klubu.
Wcześniej Muszynianka nie sprostała wymaganiom również w Pucharze Polski. W rundzie szóstej tych rozgrywek minimalnie okazała się lepsza od PTPS-u Piła. W półfinale została wyeliminowana przez późniejsze triumfatorki Pucharu Polski – Tauron MKS Dąbrowa Górnicza.
W Lidze Mistrzyń siatkarki z Muszyny w fazie grupowej dwukrotnie pokonały Crveną Zvezdę Belgrad. Zanotowały również zwycięstwo i porażkę w starciach z Dinamem Moskwa oraz Scavolini Pesaro. Przygoda z LM w tym sezonie trwała jednak krótko, bowiem w ⅛ finału zostały dwukrotnie pokonane bez problemów przez RC Cannes i odpadły z dalszej rywalizacji.
| Skład w sezonie 2011/2012 | Skład w sezonie 2011/2012 | Skład w sezonie 2011/2012 | Skład w sezonie 2011/2012 | Skład w sezonie 2011/2012 |
| Numer                     | Imię i nazwisko           | Data urodzenia            | Wzrost                    | Pozycja                   |
| ------------------------- | ------------------------- | ------------------------- | ------------------------- | ------------------------- |
| 1                         | Anna Werblińska           | 14 maja 1984              | 178                       | przyjmująca               |
| 2                         | Mariola Zenik             | 3 lipca 1982              | 175                       | libero                    |
| 3                         | Rachel Rourke             | 1 października 1988       | 192                       | atakująca                 |
| 4                         | Caroline Wensink          | 4 sierpnia 1984           | 187                       | środkowa                  |
| 5                         | Magdalena Piątek          | 10 września 1984          | 182                       | atakująca                 |
| 6                         | Agnieszka Bednarek-Kasza  | 20 lutego 1986            | 185                       | środkowa                  |
| 7                         | Joanna Kaczor             | 16 września 1984          | 191                       | atakująca                 |
| 8                         | Paulina Gajewska          | 6 sierpnia 1985           | 170                       | libero                    |
| 9                         | Agnieszka Rabka           | 30 sierpnia 1978          | 178                       | rozgrywająca              |
| 11                        | Kinga Kasprzak            | 12 czerwca 1987           | 188                       | przyjmująca               |
| 12                        | Milena Radecka            | 18 października 1984      | 178                       | rozgrywająca              |
| 13                        | Katarzyna Gajgał          | 21 września 1981          | 191                       | środkowa                  |
| 17                        | Vesna Đurisić             | 3 lutego 1979             | 187                       | środkowa                  |
| 18                        | Debby Stam-Pilon          | 24 lipca 1984             | 186                       | przyjmująca               |

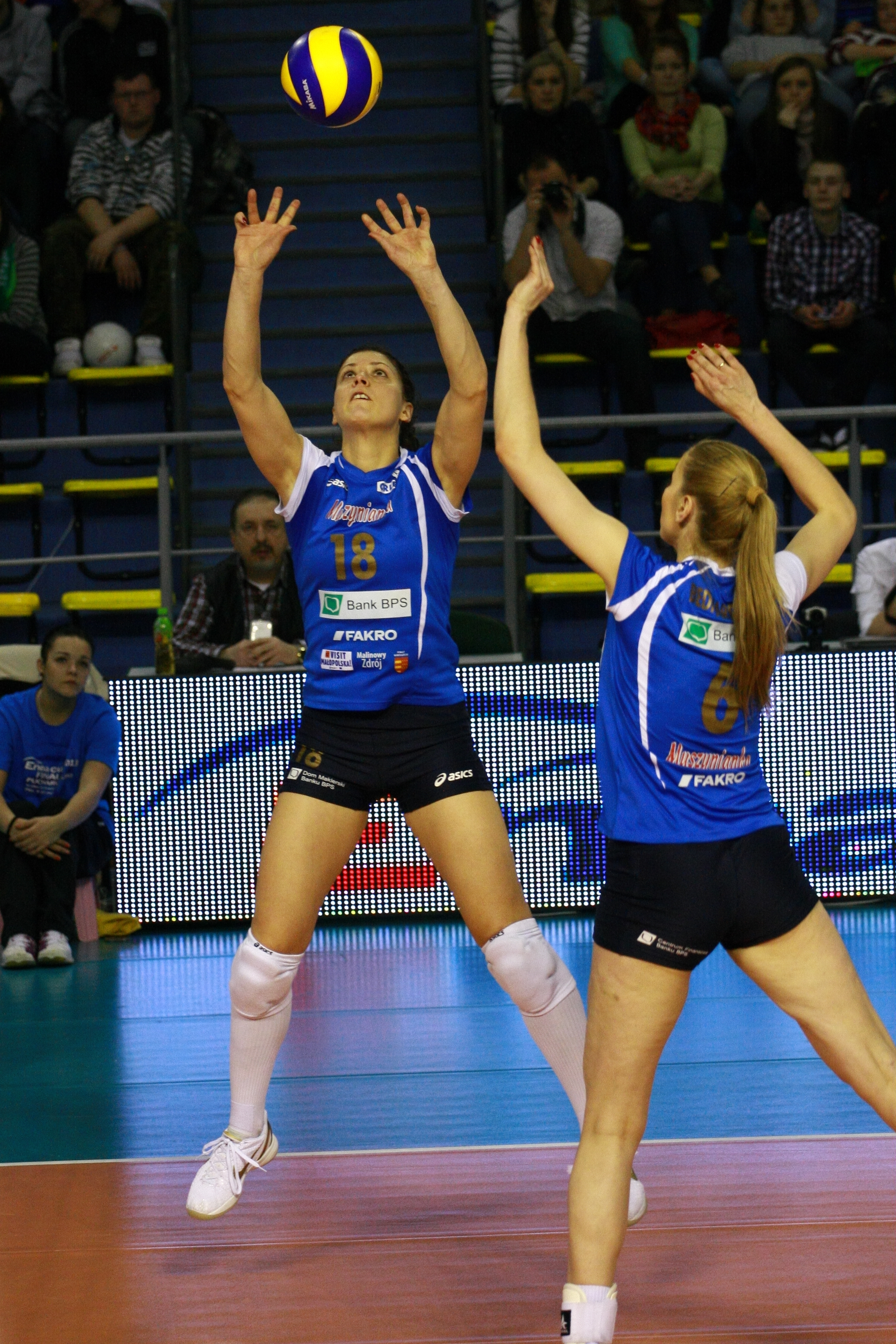
Zawodniczki Banku BPS Muszynianka Fakro Muszyna w sezonie 2012/2013. Valentina Serena nr 18, Agnieszka Bednarek-Kasza nr 6

Sezon 2012/2013 – Poprzedni sezon został uznany przez działaczy jako nieudany, gdyż zakończony został bez tytułu mistrzowskiego oraz bez Pucharu Polski. Zespół nie sprostał oczekiwaniom. Zdecydowano więc, że potrzebne są gruntowne zmiany Z klubem pożegnało się aż dziesięć siatkarek. Pozostały jedynie Agnieszka Bednarek-Kasza, Katarzyna Gajgał-Anioł, Anna Werblińska oraz Kinga Kasprzak. Do drużyny dołączyły Aleksandra Jagieło, Valentina Serena, Hélène Rousseaux, Sanja Popović, Eleonora Dziękiewicz, Anna Kaczmar, Dominika Sieradzan oraz Paulina Maj. Cele postawione przez klub się nie zmieniły w stosunku do poprzedniego. Zmiany przyniosły oczekiwany rezultat, gdyż od samego początku Mineralne dobrze radziły sobie w lidze, zanotowały w rundzie zasadniczej tylko dwie porażki. Po raz kolejny z rzędu do rundy play-off przystąpiły z pozycji lidera. W pierwszej rundzie bez problemów wyeliminowały KS Pałac Bydgoszcz, zaś w drugiej rundzie uległy Atomowi Trefl Sopot w stanie rywalizacji 2:3. Rywalizację z BKS-em Aluprofem Bielsko-Biała rozstrzygnęły na swoją korzyść i ostatecznie Mineralne zdobyły brązowy medal.
Do rozgrywek Ligi Mistrzyń ówczesne wicemistrzynie Polski, przystąpiły dzięki dzikiej karcie przyznanej przez CEV. W fazie grupowej odniosły dwa zwycięstwa z Crveną Zvezdą Belgrad oraz zanotowały po dwie porażki z Lokomotivem Baku oraz Dinamem Moskwa. Ostatecznie Minerale zajęły trzecie miejsce w tabeli, a to oznaczało koniec przygody z Ligą Mistrzyń. Jednak dzięki najlepszemu dorobkowi punktowemu pośród wszystkich grup Ligi Mistrzyń, kontynuowały międzynarodową rywalizację w Pucharze CEV. W rundzie Challenge dwukrotnie pokonały BKS Aluprof Bielsko-Biała, a następnie w półfinale Omiczkę Omsk. Siatkarki z Muszyny przeszły do historii, bowiem jako pierwszy polski klub wywalczyły awans do finału w rozgrywkach pucharu konfederacji. W finale dwukrotnie okazały się lepsze od Fenerbahçe SK i zwyciężyły w całych rozgrywkach. Najlepszą zawodniczką uznano Sanję Popović.
Zmagania o Puchar Polski zespół rozpoczął od ćwierćfinałów, zwyciężając z Eliteskami AZS UE Kraków. W półfinale nie sprostały ekipie Tauron MKS Dąbrowa Górnicza odpadając z dalszej rywalizacji.
W trakcie przerwy świąteczno-noworocznej ponownie klub wziął udział w turnieju Top Volley International. Pierwszy mecz w 24. Turnieju Top Volley okazał się trudny dla wicemistrzyń Polski. Zespół nie wykorzystał zmęczenia rywalek i gładko przegrał z jednym z najlepszych zespołów Europy RC Cannes 0:3. Jeszcze tego samego dnia uległy Galatasaray SK 2:3. Tym samym siatkarki Bogdana Serwińskiego utraciły szanse na awans do półfinałów. Po wygranej z Dinamem Bukareszt zajęły piąte miejsce.
| Skład w sezonie 2012/2013 | Skład w sezonie 2012/2013 | Skład w sezonie 2012/2013 | Skład w sezonie 2012/2013 | Skład w sezonie 2012/2013 |
| Numer                     | Imię i nazwisko           | Data urodzenia            | Wzrost                    | Pozycja                   |
| ------------------------- | ------------------------- | ------------------------- | ------------------------- | ------------------------- |
| 1                         | Anna Werblińska           | 14 maja 1984              | 178                       | przyjmująca               |
| 2                         | Eleonora Dziękiewicz      | 25 października 1978      | 185                       | środkowa                  |
| 3                         | Dominika Sieradzan        | 28 kwietnia 1980          | 181                       | atakująca                 |
| 6                         | Agnieszka Bednarek-Kasza  | 20 lutego 1986            | 185                       | środkowa                  |
| 8                         | Anna Kaczmar              | 26 września 1985          | 181                       | rozgrywająca              |
| 10                        | Sanja Popović             | 31 maja 1984              | 186                       | atakująca                 |
| 11                        | Kinga Kasprzak            | 12 czerwca 1987           | 188                       | przyjmująca               |
| 13                        | Katarzyna Gajgał-Anioł    | 21 września 1981          | 191                       | środkowa                  |
| 14                        | Hélène Rousseaux          | 25 września 1991          | 188                       | przyjmująca               |
| 16                        | Aleksandra Jagieło        | 2 czerwca 1980            | 180                       | przyjmująca               |
| 17                        | Paulina Maj               | 22 marca 1987             | 166                       | libero                    |
| 18                        | Valentina Serena          | 10 listopada 1981         | 184                       | rozgrywająca              |

## Sukcesy
- Mistrzostwa Polski:
  -  2006, 2008, 2009, 2011
  -  2010, 2012
  -  2013, 2015
- Puchar Polski:
  -  2011
  -  2009, 2010, 2014
- Superpuchar Polski:
  -  2009, 2011
  -  2006, 2008
- Puchar CEV:
  -  2013

## Kadra

### Sezon 2017/2018
- Pierwszy trener:Bogdan Serwiński
- Asystent trenera:Marcin Wojtowicz
- Fizjoterapeuta:
- Menadżer:Artur Ziółko

| Nr | Imię i nazwisko     | Data ur.             | Wzrost | Pozycja      |
| -- | ------------------- | -------------------- | ------ | ------------ |
| 1  | Roksana Brzóska     | 2 września 1993      | 180    | przyjmująca  |
| 2  | Małgorzata Śmieszek | 11 lipca 1996        | 187    | środkowa     |
| 5  | Maja Savić          | 14 sierpnia 1993     | 189    | środkowa     |
| 6  | Aleksandra Wójcik   | 3 stycznia 1994      | 185    | przyjmująca  |
| 7  | Karolina Portalska  | 6 stycznia 1999      | 175    | libero       |
| 9  | Patrycja Flakus     | 14 marca 1994        | 188    | atakująca    |
| 10 | Danica Radenković   | 9 października 1992  | 185    | rozgrywająca |
| 11 | Małgorzata Lis      | 14 kwietnia 1981     | 185    | środkowa     |
| 12 | Monika Bociek       | 6 kwietnia 1996      | 188    | atakująca    |
| 13 | Paulina Bałdyga     | 24 lipca 1996        | 174    | rozgrywająca |
| 15 | Dorota Medyńska     | 25 kwietnia 1993     | 170    | libero       |
| 17 | Marija Karakaszewa  | 27 października 1988 | 182    | przyjmująca  |

### Sezon 2016/2017
- Pierwszy trener: Ryszard Litwin
- Trener asystent: Marcin Wojtowicz

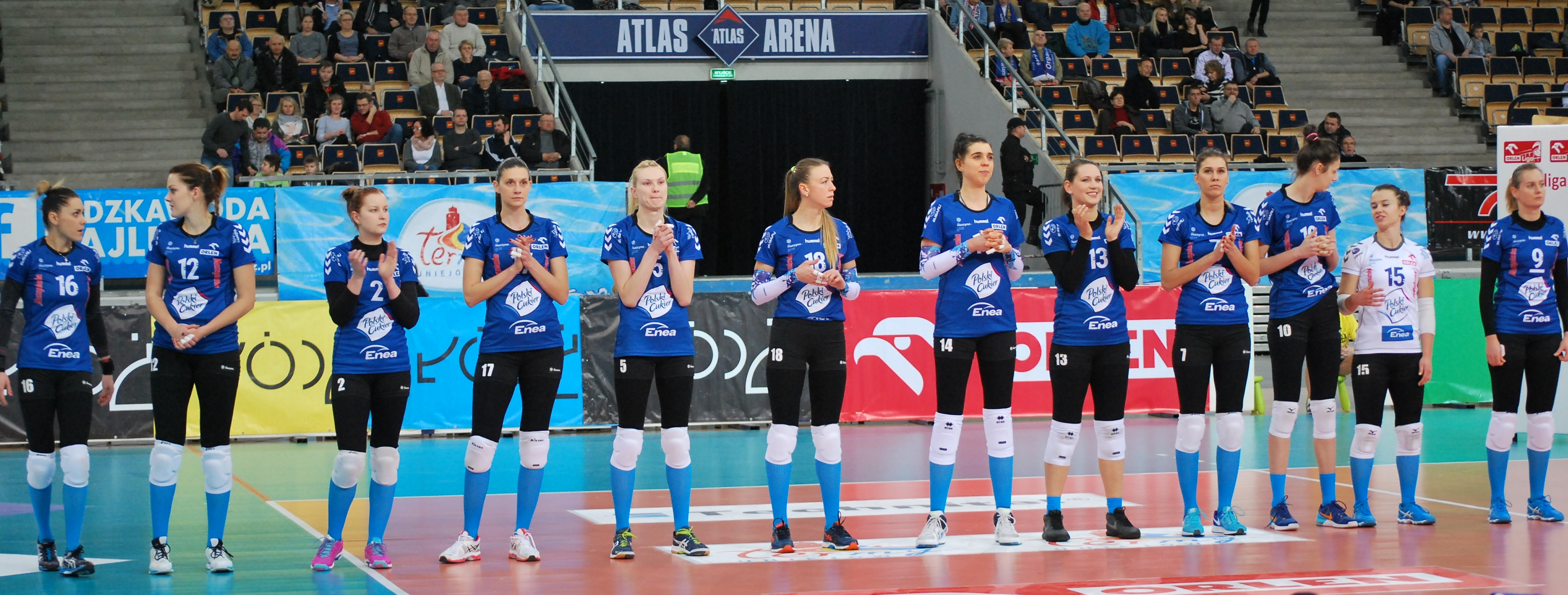
Zawodniczki Polskiego Cukru Muszynianka Muszyna w sezonie 2016/2017

- Fizjoterapeuta: Magdalena Frejowska
- Menadżer: Artur Ziółko

| Nr | Imię i nazwisko      | Data ur.             | Wzrost | Pozycja      |
| -- | -------------------- | -------------------- | ------ | ------------ |
| 2  | Magdalena Szabó      | 14 września 1989     | 180    | przyjmująca  |
| 5  | Maja Savić           | 14 sierpnia 1993     | 189    | środkowa     |
| 6  | Anna Grejman         | 8 czerwca 1993       | 183    | przyjmująca  |
| 7  | Magdalena Wawrzyniak | 14 marca 1990        | 186    | atakująca    |
| 9  | Agnieszka Rabka      | 30 sierpnia 1978     | 178    | rozgrywająca |
| 10 | Nataša Čikiriz       | 26 czerwca 1995      | 194    | przyjmująca  |
| 11 | Aleksandra Pasznik   | 26 lutego 1990       | 183    | rozgrywająca |
| 12 | Justyna Sosnowska    | 14 czerwca 1992      | 188    | środkowa     |
| 13 | Aleksandra Wójcik    | 3 stycznia 1994      | 186    | przyjmująca  |
| 14 | Koleta Łyszkiewicz   | 22 stycznia 1993     | 194    | atakująca    |
| 15 | Dorota Medyńska      | 25 kwietnia 1993     | 170    | libero       |
| 16 | Dorota Wilk          | 28 kwietnia 1988     | 184    | rozgrywająca |
| 17 | Marina Cvetanović    | 14 lutego 1986       | 188    | przyjmująca  |
| 18 | Tanja Sredić         | 11 października 1991 | 187    | środkowa     |

### Sezon 2015/2016

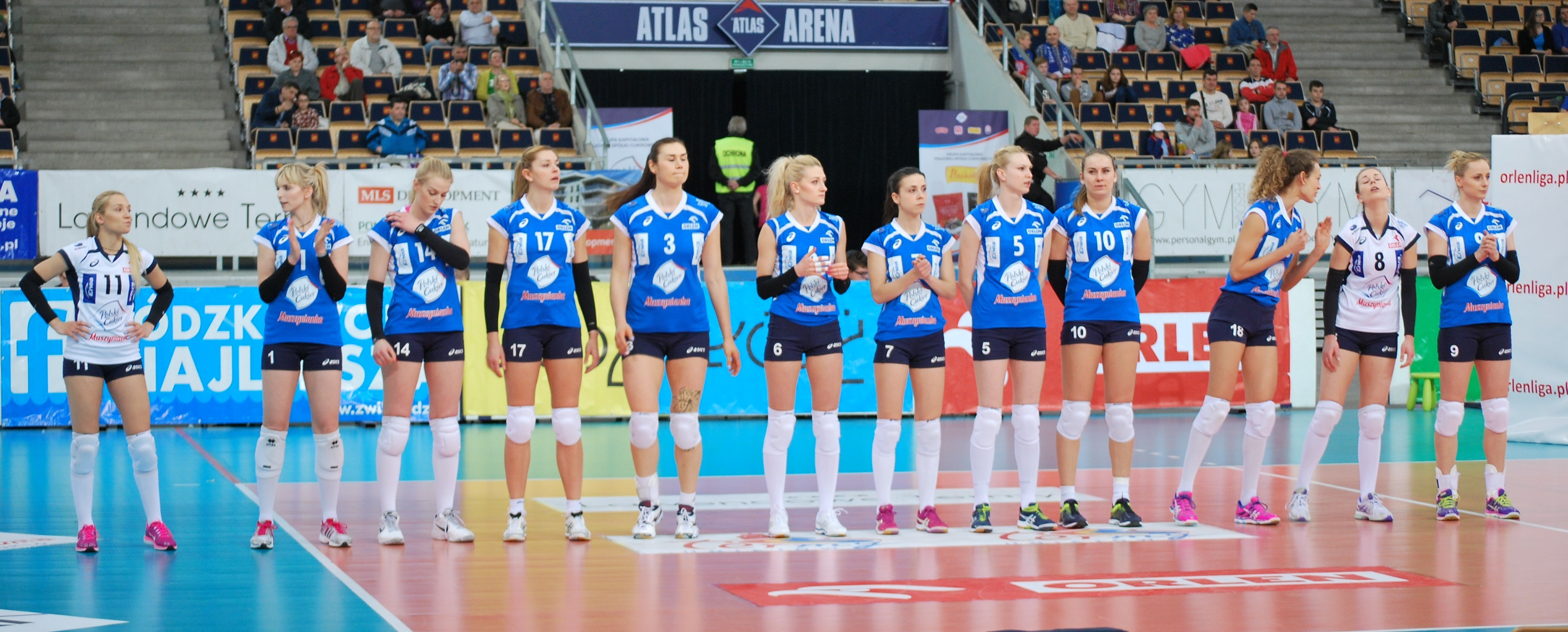
Zawodniczki Polskiego Cukru Muszynianka Muszyna w sezonie 2015/2016

| Nr | Imię i nazwisko            | Data ur.          | Wzrost | Pozycja      |
| -- | -------------------------- | ----------------- | ------ | ------------ |
| 1  | Natalia Skrzypkowska       | 23 lutego 1989    | 180    | przyjmująca  |
| 3  | Sylwia Pelc                | 30 listopada 1990 | 189    | środkowa     |
| 5  | Maja Savić                 | 14 sierpnia 1993  | 189    | środkowa     |
| 6  | Anna Grejman               | 8 czerwca 1993    | 183    | przyjmująca  |
| 7  | Karolina Szczygieł         | 1 lutego 1996     | 178    | rozgrywająca |
| 8  | Aleksandra Krzos           | 23 czerwca 1989   | 181    | libero       |
| 9  | Karolina Ciaszkiewicz-Lach | 7 września 1979   | 184    | przyjmująca  |
| 10 | Adela Helić                | 24 lutego 1990    | 185    | atakująca    |
| 11 | Izabela Śliwa              | 11 grudnia 1990   | 169    | libero       |
| 12 | Justyna Sosnowska          | 14 czerwca 1992   | 188    | środkowa     |
| 14 | Natalia Kurnikowska        | 13 stycznia 1992  | 184    | przyjmująca  |
| 17 | Kinga Hatala               | 17 lipca 1989     | 185    | atakująca    |
| 18 | Júlia Milovits             | 1 marca 1990      | 186    | rozgrywająca |

### Sezon 2014/2015

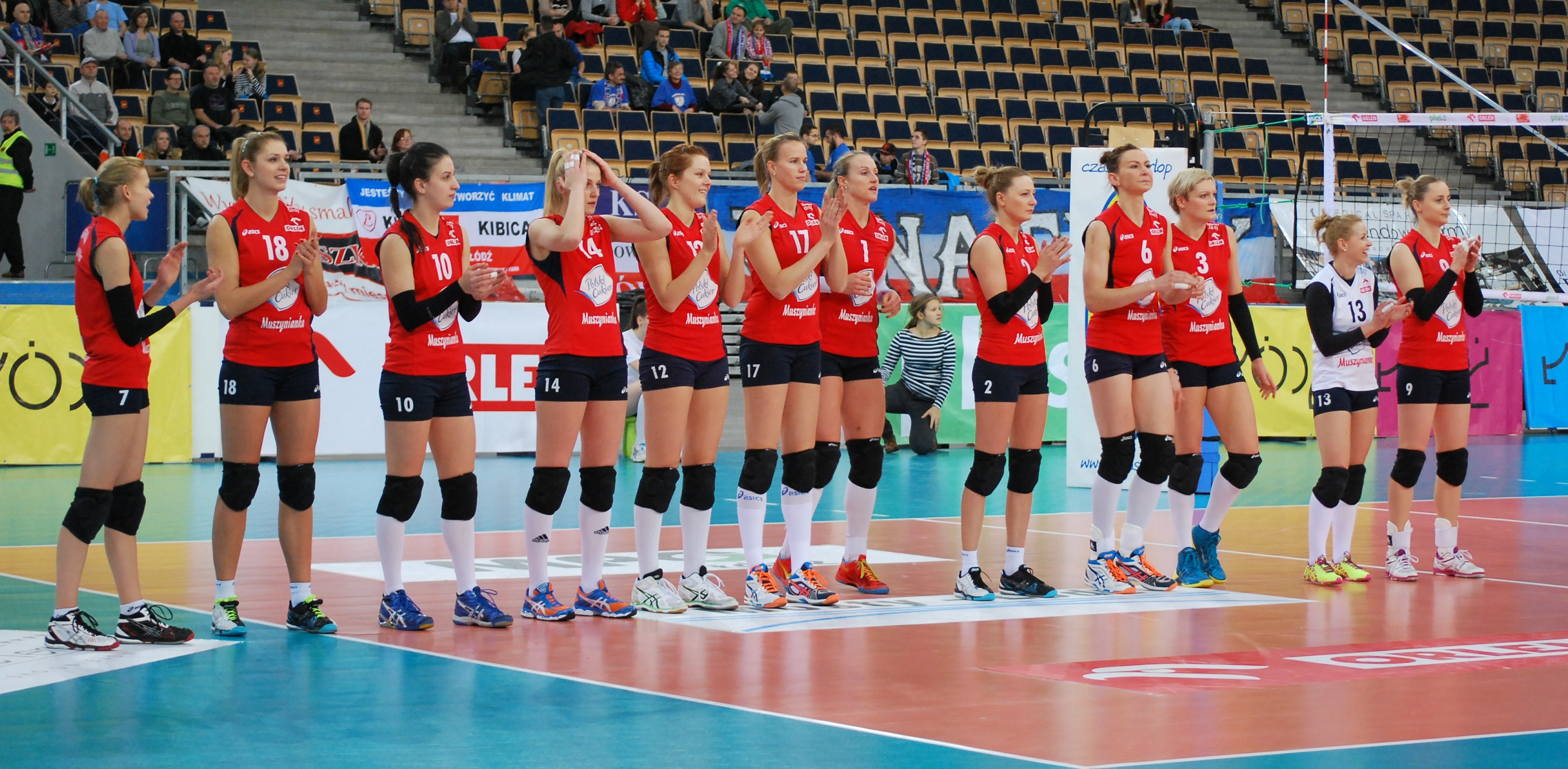
Zawodniczki Polskiego Cukru Muszynianka Muszyna w sezonie 2014/2015

| Nr | Imię i nazwisko            | Data ur.             | Wzrost | Pozycja      |
| -- | -------------------------- | -------------------- | ------ | ------------ |
| 1  | Katie Carter               | 10 października 1985 | 190    | atakująca    |
| 2  | Ilona Gierak               | 29 października 1988 | 182    | przyjmująca  |
| 3  | Karolina Różycka           | 28 czerwca 1985      | 183    | przyjmująca  |
| 6  | Sylwia Wojcieska           | 3 czerwca 1985       | 193    | środkowa     |
| 7  | Gabriela Jasińska          | 14 lipca 1992        | 180    | rozgrywająca |
| 9  | Karolina Ciaszkiewicz-Lach | 7 września 1979      | 184    | przyjmująca  |
| 10 | Danica Radenković          | 9 października 1992  | 185    | rozgrywająca |
| 12 | Justyna Sosnowska          | 14 czerwca 1992      | 188    | środkowa     |
| 13 | Paulina Maj-Erwardt        | 22 marca 1987        | 166    | libero       |
| 14 | Natalia Kurnikowska        | 13 stycznia 1992     | 184    | przyjmująca  |
| 17 | Ivana Plchotová            | 28 października 1982 | 192    | środkowa     |
| 18 | Kinga Hatala               | 17 lipca 1989        | 185    | atakująca    |

### Sezon 2013/2014

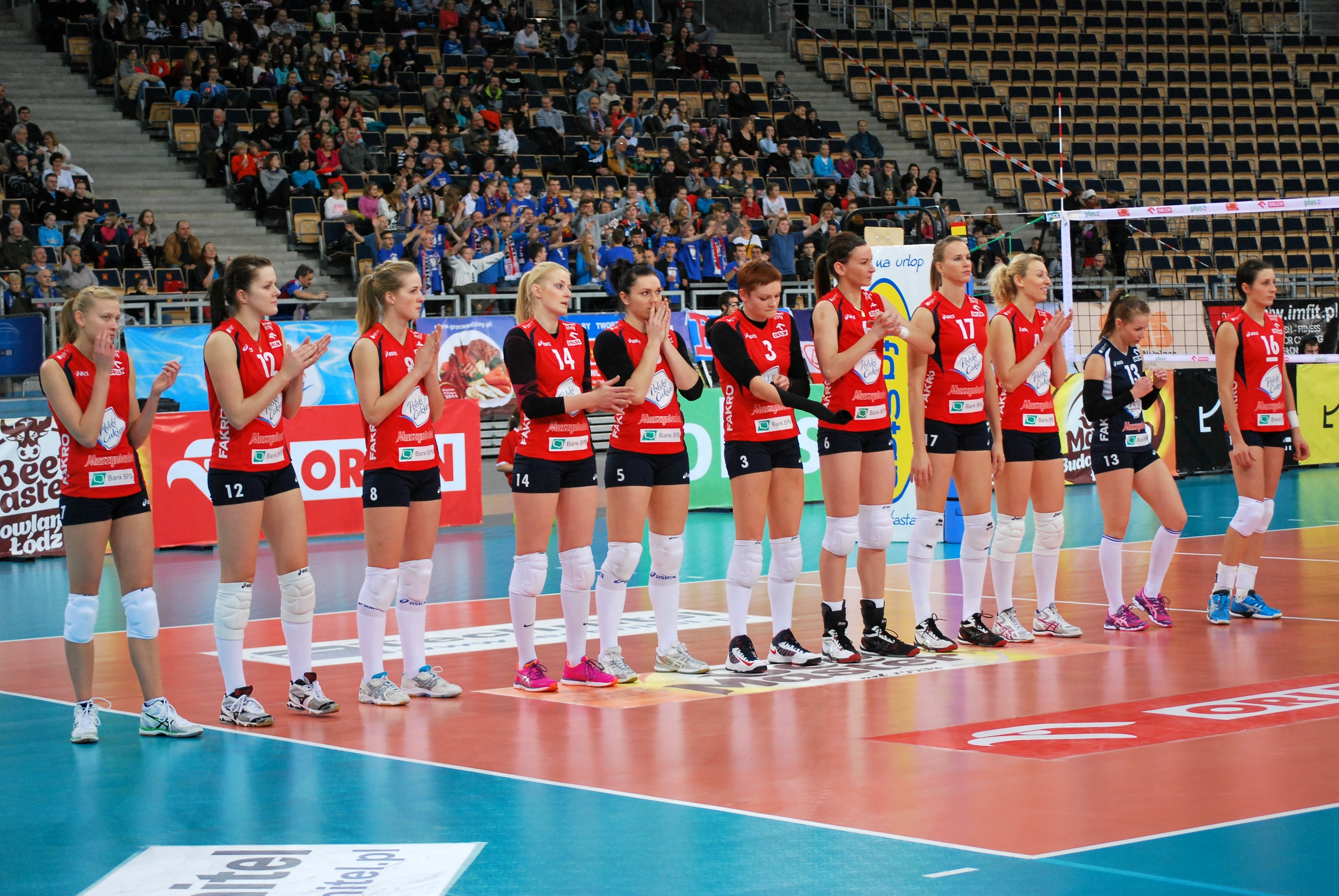
Zawodniczki Polskiego Cukru Muszynianka Fakro Bank BPS Muszyna w sezonie 2013/2014

| Nr | Imię i nazwisko     | Data ur.             | Wzrost | Pozycja      |
| -- | ------------------- | -------------------- | ------ | ------------ |
| 1  | Marina Cvetanović   | 14 lutego 1986       | 188    | atakująca    |
| 3  | Karolina Różycka    | 28 czerwca 1985      | 183    | przyjmująca  |
| 4  | Magdalena Mazurek   | 12 września 1983     | 182    | rozgrywająca |
| 5  | Magdalena Piątek    | 10 września 1984     | 182    | atakująca    |
| 6  | Sylwia Wojcieska    | 3 czerwca 1985       | 193    | środkowa     |
| 7  | Gabriela Jasińska   | 14 lipca 1992        | 180    | rozgrywająca |
| 8  | Emilia Mucha        | 7 grudnia 1993       | 185    | przyjmująca  |
| 9  | Justyna Sosnowska   | 14 czerwca 1992      | 188    | środkowa     |
| 13 | Paulina Maj-Erwardt | 22 marca 1987        | 166    | libero       |
| 14 | Natalia Kurnikowska | 13 stycznia 1992     | 184    | przyjmująca  |
| 17 | Ivana Plchotová     | 28 października 1982 | 192    | środkowa     |
| 16 | Aleksandra Jagieło  | 2 czerwca 1980       | 180    | przyjmująca  |

## Europejskie puchary
| Etap                              | Data                              | Gospodynie                        | Goście                            | Wynik                             |
| Liga Mistrzyń siatkarek 2006/2007 | Liga Mistrzyń siatkarek 2006/2007 | Liga Mistrzyń siatkarek 2006/2007 | Liga Mistrzyń siatkarek 2006/2007 | Liga Mistrzyń siatkarek 2006/2007 |
| --------------------------------- | --------------------------------- | --------------------------------- | --------------------------------- | --------------------------------- |
| Faza grupowa                      | 28.11.2006                        | RC Cannes                         | Muszynianka Fakro Muszyna         | 3:1 (16, -23, 19, 23)             |
| Faza grupowa                      | 5.12.2006                         | Muszynianka Fakro Muszyna         | Dinamo Moskwa                     | 0:3 (-20, -19, -21)               |
| Faza grupowa                      | 12.12.2006                        | Muszynianka Fakro Muszyna         | Vakıfbank Güneş S. Stambuł        | 3:1 (-20, 19, 17, 22)             |
| Faza grupowa                      | 20.12.2006                        | Vakıfbank Güneş S. Stambuł        | Muszynianka Fakro Muszyna         | 3:0 (17, 20, 18)                  |
| Faza grupowa                      | 10.01.2007                        | Dinamo Moskwa                     | Muszynianka Fakro Muszyna         | 3:0 (12, 22, 13)                  |
| Faza grupowa                      | 16.01.2007                        | Muszynianka Fakro Muszyna         | RC Cannes                         | 0:3 (-23, -19, -17)               |
| Puchar Challenge 2007/2008        |                                   |                                   |                                   |                                   |
| II runda                          | 24.11.2007                        | Muszynianka Fakro Muszyna         | Luka Bar                          | 3:0 (17, 13, 12)                  |
| II runda                          | 2.12.2007                         | Luka Bar                          | Muszynianka Fakro Muszyna         | 0:3 (-8, -19, -16)                |
| III runda                         | 16.12.2007                        | Sparkasse Klagenfurt              | Muszynianka Fakro Muszyna         | 0:3 (20, 23, 21)                  |
| III runda                         | 22.12.2007                        | Muszynianka Fakro Muszyna         | Sparkasse Klagenfurt              | 3:0 (21, 13, 14)                  |
| 1/8 finału                        | 24.01.2008                        | Muszynianka Fakro Muszyna         | Minetti Infoplus Vicenza          | 2:3 (-18, -22, 23, 17, -11)       |
| 1/8 finału                        | 31.01.2008                        | Minetti Infoplus Vicenza          | Muszynianka Fakro Muszyna         | 3:0 (19, 9, 13)                   |
| Liga Mistrzyń siatkarek 2008/2009 |                                   |                                   |                                   |                                   |
| Faza grupowa                      | 6.11.2008                         | Fakro Muszynianka Muszyna         | Metal Gałacz                      | 0:3 (-10, -18, -14)               |
| Faza grupowa                      | 11.11.2008                        | Volley Bergamo                    | Fakro Muszynianka Muszyna         | 1:3 (25, -20, -15, -22)           |
| Faza grupowa                      | 11.12.2008                        | Fakro Muszynianka Muszyna         | Vakıfbank Güneş S. Stambuł        | 3:0 (24, 25, 20)                  |
| Faza grupowa                      | 17.12.2008                        | Vakıfbank Güneş S. Stambuł        | Fakro Muszynianka Muszyna         | 3:2 (-20, 14, -21, 22, 11)        |
| Faza grupowa                      | 15.01.2009                        | Fakro Muszynianka Muszyna         | Volley Bergamo                    | 0:3 (-14, -24, -18)               |
| Faza grupowa                      | 20.01.2009                        | Metal Gałacz                      | Fakro Muszynianka Muszyna         | 1:3 (20, -20, -17, -21)           |
| I runda play off                  | 10.02.2009                        | RC Cannes                         | Fakro Muszynianka Muszyna         | 1:3 (-23, 15, -22, -15)           |
| I runda play off                  | 19.02.2009                        | Fakro Muszynianka Muszyna         | RC Cannes                         | 3:1 (23, 22, -25, 18)             |
| II runda play off                 | 5.03.2009                         | Fakro Muszynianka Muszyna         | Eczacıbaşı Zentiva Stambuł        | 1:3 (-23, 24, -26, -20)           |
| II runda play off                 | 11.03.2009                        | Eczacıbaşı Zentiva Stambuł        | Fakro Muszynianka Muszyna         | 3:0 (17, 16, 22)                  |
| Liga Mistrzyń siatkarek 2009/2010 |                                   |                                   |                                   |                                   |
| Faza grupowa                      | 1.12.2009                         | Metal Gałacz                      | Bank BPS Fakro Muszyna            | 3:1 (-20, 19, 22, 16)             |
| Faza grupowa                      | 10.12.2009                        | Bank BPS Fakro Muszyna            | Zarieczje Odincowo                | 3:0 (20, 19, 22)                  |
| Faza grupowa                      | 17.12.2009                        | Bank BPS Fakro Muszyna            | Asystel Novara                    | 3:0 (15, 14, 9)                   |
| Faza grupowa                      | 6.01.2010                         | Asystel Novara                    | Bank BPS Fakro Muszyna            | 3:1 (14, -23, 14, 22)             |
| Faza grupowa                      | 13.01.2010                        | Zarieczje Odincowo                | Bank BPS Fakro Muszyna            | 3:0 (19, 21, 22)                  |
| Faza grupowa                      | 19.01.2010                        | Bank BPS Fakro Muszyna            | Metal Gałacz                      | 3:0 (17, 21, 15)                  |
| I runda play off                  | 11.02.2010                        | Volley Bergamo                    | Bank BPS Fakro Muszyna            | 3:0 (20, 23, 21)                  |
| I runda play off                  | 18.02.2010                        | Bank BPS Fakro Muszyna            | Volley Bergamo                    | 3:2 (-21, -16, 21, 21, 8)         |
| Liga Mistrzyń siatkarek 2010/2011 |                                   |                                   |                                   |                                   |
| Faza grupowa                      | 25.11.2010                        | Bank BPS Fakro Muszyna            | Zarieczje Odincowo                | 2:3 (10, 16, -22, -17, -7)        |
| Faza grupowa                      | 1.12.2010                         | VakıfGüneş Stambuł                | Bank BPS Fakro Muszyna            | 3:1 (16, -22, 14, 24)             |
| Faza grupowa                      | 7.12.2010                         | Crvena Zvezda Belgrad             | Bank BPS Fakro Muszyna            | 1:3 (-9, 25, -20, -20)            |
| Faza grupowa                      | 16.12.2010                        | Bank BPS Fakro Muszyna            | Crvena Zvezda Belgrad             | 3:1 (20, 21, -23, 14)             |
| Faza grupowa                      | 6.01.2011                         | Bank BPS Fakro Muszyna            | VakıfGüneş Stambuł                | 1:3 (23, -20, -14, -14)           |
| Faza grupowa                      | 11.01.2011                        | Zarieczje Odincowo                | Bank BPS Fakro Muszyna            | 2:3 (19, 18, -14, -27, -11)       |
| I runda play off                  | 3.02.2011                         | Bank BPS Fakro Muszyna            | GSO Villa Cortese                 | 3:2 (15, 24, -23, -21, 14)        |
| I runda play off                  | 9.02.2011                         | GSO Villa Cortese                 | Bank BPS Fakro Muszyna            | 3:2 (23, -18, 19, -8, 15) -11     |
| II runda play off                 | 24.02.2011                        | Bank BPS Fakro Muszyna            | Rabita Baku                       | 0:3 (-23, -21, -19)               |
| II runda play off                 | 3.03.2011                         | Rabita Baku                       | Bank BPS Fakro Muszyna            | 3:0 (20, 19, 19)                  |
| Liga Mistrzyń siatkarek 2011/2012 |                                   |                                   |                                   |                                   |
| Faza grupowa                      | 30.11.2011                        | Bank BPS Fakro Muszyna            | Crvena Zvezda Belgrad             | 3:0 (17, 23, 18)                  |
| Faza grupowa                      | 8.12.2011                         | Dinamo Moskwa                     | Bank BPS Fakro Muszyna            | 2:3 (23, -26, 15, -15, -8)        |
| Faza grupowa                      | 15.12.2011                        | Scavolini Pesaro                  | Bank BPS Fakro Muszyna            | 1:3 (-22, -20, 24, -20)           |
| Faza grupowa                      | 21.12.2011                        | Bank BPS Fakro Muszyna            | Scavolini Pesaro                  | 0:3 (-23, -22, -26)               |
| Faza grupowa                      | 11.01.2012                        | Bank BPS Fakro Muszyna            | Dinamo Moskwa                     | 1:3 (-22, -19, 22, -18)           |
| Faza grupowa                      | 17.01.2012                        | Crvena Zvezda Belgrad             | Bank BPS Fakro Muszyna            | 1:3 (-15, -15, 24, -17)           |
| I runda play off                  | 2.02.2012                         | Bank BPS Fakro Muszyna            | RC Cannes                         | 0:3 (-19, -18, -19)               |
| I runda play off                  | 7.02.2012                         | RC Cannes                         | Bank BPS Fakro Muszyna            | 3:0 (22, 18, 16)                  |
| Liga Mistrzyń siatkarek 2012/2013 |                                   |                                   |                                   |                                   |
| Faza grupowa                      | 24.10.2012                        | Dinamo Moskwa                     | Bank BPS Fakro Muszyna            | 3:2 (-24, 21, 18, -20, 12)        |
| Faza grupowa                      | 31.10.2012                        | Bank BPS Fakro Muszyna            | Crvena Zvezda Belgrad             | 3:0 (13, 15, 15)                  |
| Faza grupowa                      | 15.11.2012                        | Bank BPS Fakro Muszyna            | Lokomotiv Baku                    | 1:3 (-20, 11, -17, -15)           |
| Faza grupowa                      | 21.11.2012                        | Lokomotiv Baku                    | Bank BPS Fakro Muszyna            | 3:2 (22, -22, 19, -20, 6)         |
| Faza grupowa                      | 4.12.2012                         | Crvena Zvezda Belgrad             | Bank BPS Fakro Muszyna            | 0:3 (-19, -17, -20)               |
| Faza grupowa                      | 11.12.2012                        | Bank BPS Fakro Muszyna            | Dinamo Moskwa                     | 2:3 (21, -28, 17, -16, -10)       |
| Puchar CEV 2012/2013              |                                   |                                   |                                   |                                   |
| Runda Challenge                   | 16.01.2013                        | Bank BPS Fakro Muszyna            | BKS Aluprof Bielsko-Biała         | 3:1 (21, 16, -23, 16)             |
| Runda Challenge                   | 23.01.2013                        | BKS Aluprof Bielsko-Biała         | Bank BPS Fakro Muszyna            | 0:3 (-23, -12, -23)               |
| Półfinał                          | 7.02.2013                         | Omiczka Omsk                      | Bank BPS Fakro Muszyna            | 2:3 (21, -25, 25, -24, -12)       |
| Półfinał                          | 14.02.                            | Bank BPS Fakro Muszyna            | Omiczka Omsk                      | 3:0 (22, 19, 17)                  |
| Finał                             | 27.02.2013                        | Bank BPS Fakro Muszyna            | Fenerbahçe SK                     | 3:2 (24, 24, -19, -23, 11)        |
| Finał                             | 2.03.2013                         | Fenerbahçe SK                     | Bank BPS Fakro Muszyna            | 2:3 (-18, 19, -15, 22, -11)       |
| Puchar CEV 2013/2014              |                                   |                                   |                                   |                                   |
| 1/16 finału                       | 23.10.2013                        | Haifa Volleyball Club             | Bank BPS Fakro Muszyna            | 1:3 (-18, -13, 22, -9)            |
| 1/16 finału                       | 30.10.2013                        | Bank BPS Fakro Muszyna            | Haifa Volleyball Club             | 3:0 (16, 12, 15)                  |
| 1/8 finału                        | 04.12.2013                        | SVS Post Schwechat                | Bank BPS Fakro Muszyna            | 1:3 (22, -24, -16, 27)            |
| 1/8 finału                        | 10.12.2013                        | Bank BPS Fakro Muszyna            | SVS Post Schwechat                | 3:0 (22, 24, 8)                   |
| 1/4 finału                        | 14.01.2014                        | Bank BPS Fakro Muszyna            | Lokomotiv Baku                    | 3:0 (15, 23, 24)                  |
| 1/4 finału                        | 23.01.2014                        | Lokomotiv Baku                    | Bank BPS Fakro Muszyna            | 2:3 (-24, 14, -21, 18, -12)       |
| Runda Challenge                   | 05.02.2014                        | Bank BPS Fakro Muszyna            | Azəryol Baku                      | 3:2 (20, -22, -22, 26, 13)        |
| Runda Challenge                   | 11.02.2014                        | Azəryol Baku                      | Bank BPS Fakro Muszyna            | 3:0 (21, 10, 19)                  |
| Puchar CEV 2015/2016              |                                   |                                   |                                   |                                   |
| 1/16 finału                       | 28.10.2015                        | VC Wiesbaden                      | Bank BPS Fakro Muszyna            | 3:2 (-12, 24, 22, -23, -10)       |
| 1/16 finału                       | 11.11.2015                        | Bank BPS Fakro Muszyna            | VC Wiesbaden                      | 3:0 (26, 22, 17)                  |
| 1/8 finału                        | 08.12.2015                        | Bank BPS Fakro Muszyna            | Nova Branik Maribor               | 3:1 (16, 17, -19, 20)             |
| 1/8 finału                        | 16.12.2015                        | Nova Branik Maribor               | Bank BPS Fakro Muszyna            | 2:3 (-23, 20, 17, -23, 10)        |
| 1/4 finału                        | 19.01.2016                        | Bank BPS Fakro Muszyna            | Azəryol Baku                      | 3:2 (25, -18, -23, 23, 5)         |
| 1/4 finału                        | 26.01.2016                        | Azəryol Baku                      | Bank BPS Fakro Muszyna            | 3:0 (-16, -16, -20)               |

## Sponsorzy i partnerzy

### Sponsorzy tytularni
- Spółdzielnia Pracy „Muszynianka”

Sponsorzy:
- Fakro Sp. z o.o.
- Trynid.pl
- Hotel Medical Spa Malinowy Zdrój
- Urząd Miasta i Gminy Uzdrowiskowej Muszyna
- Krakowskie e-Centrum Informatyczne JUMP S.j.
- Bank Spółdzielczy Muszyna-Krynica Zdrój
- Stowarzyszenie Klucz Muszyński
- Szubryt
- Geovita
- Dalia
- Uryga
- Auto-Special Volkswagen

Sponsor techniczny:
- Hummel

Partner medyczny:
- WERON Dental